# Georg Zehle
Georg Zehle (* 21. September 1882 in Magdeburg; † 12. Februar 1945 ebenda) war ein deutscher Politiker (DVP).

## Leben
Zehle besuchte das Domgymnasium Magdeburg und studierte dann Rechtswissenschaften in Berlin und Halle. Ab Oktober 1905 leistete er seinen Militärdienst als Einjährig-Freiwilliger. Er war Gerichtsreferendar in Magdeburg, bevor er das Studium mit dem zweiten Staatsexamen und der Promotion zum Dr. jur. abschloss. Danach arbeitete er als Rechtsanwalt und Notar in Magdeburg. 1914 bis 1916 leistete er im Ersten Weltkrieg Kriegsdienst und schied als Hauptmann der Reserve aus. Des Weiteren war er Mitglied der Magdeburger Freimaurerloge Harpokrates und zeitweise deren Meister vom Stuhl.

## Politik
Er trat der DVP bei und war Vorsitzender seiner Partei in Magdeburg. Vom 12. März 1919 bis zum 31. Dezember 1925 und erneut 30. März bis 31. Dezember 1930 war er Stadtverordneter in Magdeburg. 1928 war er unbesoldeter Stadtrat in Magdeburg.
Er gehörte ab 1926 bis 1927 und erneut 1930 bis 1931 dem Provinziallandtag der Provinz Sachsen und 1925 bis 1933 dem Provinzialausschuss an. Der Provinziallandtag wählte ihn vom 22. Januar 1929 bis zum Januar 1930 als stellvertretendes und von Januar 1930 bis April 1933 als ordentliches Mitglied in den Preußischen Staatsrat. Im Staatsrat war er Januar bis April 1933 Vorsitzender des Wirtschaftsausschusses.